# Arcotangente
En trigonometría, la arcotangente se define como la función inversa de la tangente de un ángulo. Simbolizada:
{\displaystyle y=\operatorname {arctg} \alpha \,}
su significado geométrico es el arco {\displaystyle y} (en radianes) cuya tangente es {\displaystyle \alpha }.
La función tangente no es  biyectiva, por lo que no tiene función inversa definida en todo su dominio. Es posible aplicarle una restricción del dominio de modo que se vuelva inyectiva y sobreyectiva. Por convenio es preferible restringir el dominio de la función tangente al intervalo abierto {\displaystyle \left(-{\frac {\pi }{2}},{\frac {\pi }{2}}\right)}.

## Notación
La notación matemática de la arcotangente es arctan; es común la escritura ambigua tan-1. En diversos lenguajes de programación se suelen utilizar las formas ATN, ATAN, ARCTAN, ARCTG y ATG.

## Propiedades
Es una función continua y derivable, de clase {\displaystyle {\mathcal {C}}^{\infty }} (es decir, existen sus derivadas de todos los órdenes).
Es una función impar, o sea que {\displaystyle \operatorname {arctg} (-x)=-\operatorname {arctg} (x)}.

### Algunos valores especiales
{\displaystyle \operatorname {arctg} (0)=0}
{\displaystyle \operatorname {arctg} \left({\frac {1}{\sqrt {3}}}\right)={\frac {\pi }{6}}}
{\displaystyle \operatorname {arctg} (1)={\frac {\pi }{4}}}
{\displaystyle \operatorname {arctg} ({\sqrt {3}})={\frac {\pi }{3}}}

### Límites en infinito
{\displaystyle \lim _{x\to \infty }\operatorname {arctg} (x)={\frac {\pi }{2}}}
{\displaystyle \lim _{x\to -\infty }\operatorname {arctg} (x)=-{\frac {\pi }{2}}}

### Derivadas y crecimiento
{\displaystyle (\operatorname {arctg} (x))'={\frac {1}{x^{2}+1}}}
En particular, resulta ser una función estrictamente creciente.
{\displaystyle (\operatorname {arctg} (x))''=-{\frac {2x}{(x^{2}+1)^{2}}}},  que es positivo en {\displaystyle \mathbb {R} ^{-}} y negativo en {\displaystyle \mathbb {R} ^{+}}.

### Integral indefinida
Utilizando el método de integración por partes puede calcularse una función primitiva de {\displaystyle \operatorname {arctg} (x)}:
{\displaystyle \int \operatorname {arctg} (x)\ dx=} {\displaystyle \int \operatorname {arctg} (x)\cdot 1\ dx=} {\displaystyle \operatorname {arctg} (x)\cdot x\ -\ \int x\cdot {\frac {1}{x^{2}+1}}dx=} {\displaystyle \operatorname {arctg} (x)\cdot x\ -\ {\frac {1}{2}}\ln(x^{2}+1)\ +\ C}

### Serie de Maclaurin
{\displaystyle \operatorname {arctg} x=\sum _{n=0}^{\infty }{\frac {(-1)^{n}}{2n+1}}x^{2n+1}\quad {\mbox{ para }}\left|x\right|<1.}

## Aplicaciones
En un triángulo rectángulo, la arcotangente equivale a la expresión en radianes del ángulo agudo correspondiente a la razón entre su cateto opuesto y su cateto adyacente.